# Três Nações 2006
O Três Nações 2006 foi a XI edição do Torneio, a competição esportiva internacional anual de rugby entre a Austrália (Wallabies), Nova Zelândia (All Blacks) e a África do Sul (Springboks).
O torneio foi disputado entre os dias 8 de Julho e 9 de Setembro.
Os times competem um com o outro em uma série de três jogos, vencedora foi a seleção neozelandesa os All Blacks (7º título), ganhando a Copa Bledisloe (contra a Austrália).

## Jogos
| 8 de Julho de 2006 |         |           |                            |
| Nova Zelândia      | 32 - 12 | Austrália | Jade Stadium, Christchurch |
|                    |         |           | Jade Stadium, Christchurch |

| 15 de Julho de 2006 |        |               |                           |
| Austrália           | 49 - 0 | África do Sul | Suncorp Stadium, Brisbane |
|                     |        |               | Suncorp Stadium, Brisbane |

| 22 de Julho de 2006 |         |               |                             |
| Nova Zelândia       | 35 - 17 | África do Sul | Westpac Stadium, Wellington |
|                     |         |               | Westpac Stadium, Wellington |

| 29 de Julho de 2006 |        |               |                           |
| Austrália           | 9 - 13 | Nova Zelândia | Suncorp Stadium, Brisbane |
|                     |        |               | Suncorp Stadium, Brisbane |

| 5 de Agosto de 2006 |         |               |                         |
| Austrália           | 20 - 18 | África do Sul | Telstra Stadium, Sydney |
|                     |         |               | Telstra Stadium, Sydney |

| 19 de Agosto de 2006 |         |           |                     |
| Nova Zelândia        | 34 - 27 | Austrália | Eden Park, Auckland |
|                      |         |           | Eden Park, Auckland |

| 26 de Agosto de 2006 |         |               |                                   |
| África do Sul        | 26 - 45 | Nova Zelândia | Loftus Versfeld Stadium, Pretória |
|                      |         |               | Loftus Versfeld Stadium, Pretória |

| 2 de Setembro de 2006 |         |               |                                     |
| África do Sul         | 21 - 20 | Nova Zelândia | Royal Bafokeng Stadium, Rustemburgo |
|                       |         |               | Royal Bafokeng Stadium, Rustemburgo |

| 9 de Setembro de 2006 |         |           |                                 |
| África do Sul         | 24 - 16 | Austrália | Ellis Park Stadium, Joanesburgo |
|                       |         |           | Ellis Park Stadium, Joanesburgo |

## Classificação
| Seleção       | Vitórias | Empates | Derrotas | Pontos a favor | Pontos contra | Pontos +/- | Bonus | Pontos |
| ------------- | -------- | ------- | -------- | -------------- | ------------- | ---------- | ----- | ------ |
| Nova Zelândia | 5        | 0       | 1        | 179            | 112           | +67        | 3     | 23     |
| Austrália     | 2        | 0       | 4        | 133            | 121           | +12        | 3     | 11     |
| África do Sul | 2        | 0       | 4        | 106            | 185           | -79        | 1     | 9      |

Pontuação: Vitória=4, Empate=2, Derrota=0, Bônus para equipe que fizer 4 ou mais tries = + 1, Bônus para equipe que perder por 7 pontos ou menos = + 1.

## Campeã
| Três Nações 2006                              |
| --------------------------------------------- |
| Nova Zelândia (All Blacks) Campeã (7º título) |